# Musée paléontologique de Munich
Le musée paléontologique de Munich est une partie accessible au public de la collection nationale bavaroise de paléontologie et de géologie, près de la Königsplatz, dans le quartier des musées de Munich. Le bâtiment de la Richard-Wagner-Straße a été conçu par Leonhard Romeis. Le bâtiment éclectique du musée date du début du XXe siècle et était à l'origine utilisé comme école d'art et d'artisanat.

## Constitution de la collection[1]
Le premier fonds est celui de la collection d'histoire naturelle de l'Académie des sciences « Churbaierische », fondée en 1759. Viennent ensuite les premiers ajouts importants du Cabinet d'histoire naturelle de Mannheim, puis les collections de l'Université de Munich lors de son déménagement.
En 1843, Johann Andreas Wagner et Karl Franz Emil von Schafhäutl sont nommés conservateurs et les collections deviennent indépendantes
À la fin du XIXe siècle, la paléontologie munichoise acquiert une réputation d'envergure, grâce à Karl Alfred von Zittel, qui réunit les collections géologiques et paléontologiques. À sa mort en 1904, August Rothpletz prend la direction de l'établissement et fonde la chaire de géologie à l'université, qu'il dote d'une importante somme d'argent par testament.
Malheureusement, l'académie est détruite par les bombardements au cours de la Seconde Guerre mondiale en 1944 et une importante partie des collections et toutes les expositions du musée sont détruites. Grâce au personnel, quelques-uns des fossiles les plus importants ont été retirés à temps pour être sauvés.
Au lendemain de la guerre, les collections paléontologiques et géologiques ainsi que les instituts universitaires sont installées dans les bâtiments de l'ancienne École des arts appliqués de Munich, de la Richard-Wagner-Strasse 10.
À partir des années 1960, le Musée paléontologique a pu reconstituer une collection d'exposition respectable, suivi par le Musée géologique, avec des expositions sur la minéralogie et la géologie de la Bavière.
En 2000, la Collection nationale bavaroise de paléontologie et de géologie historique et la Collection nationale de géologie ont été fusionnées pour former la nouvelle Collection nationale de paléontologie et de géologie.

## Collection nationale bavaroise de paléontologie et de géologie[1]

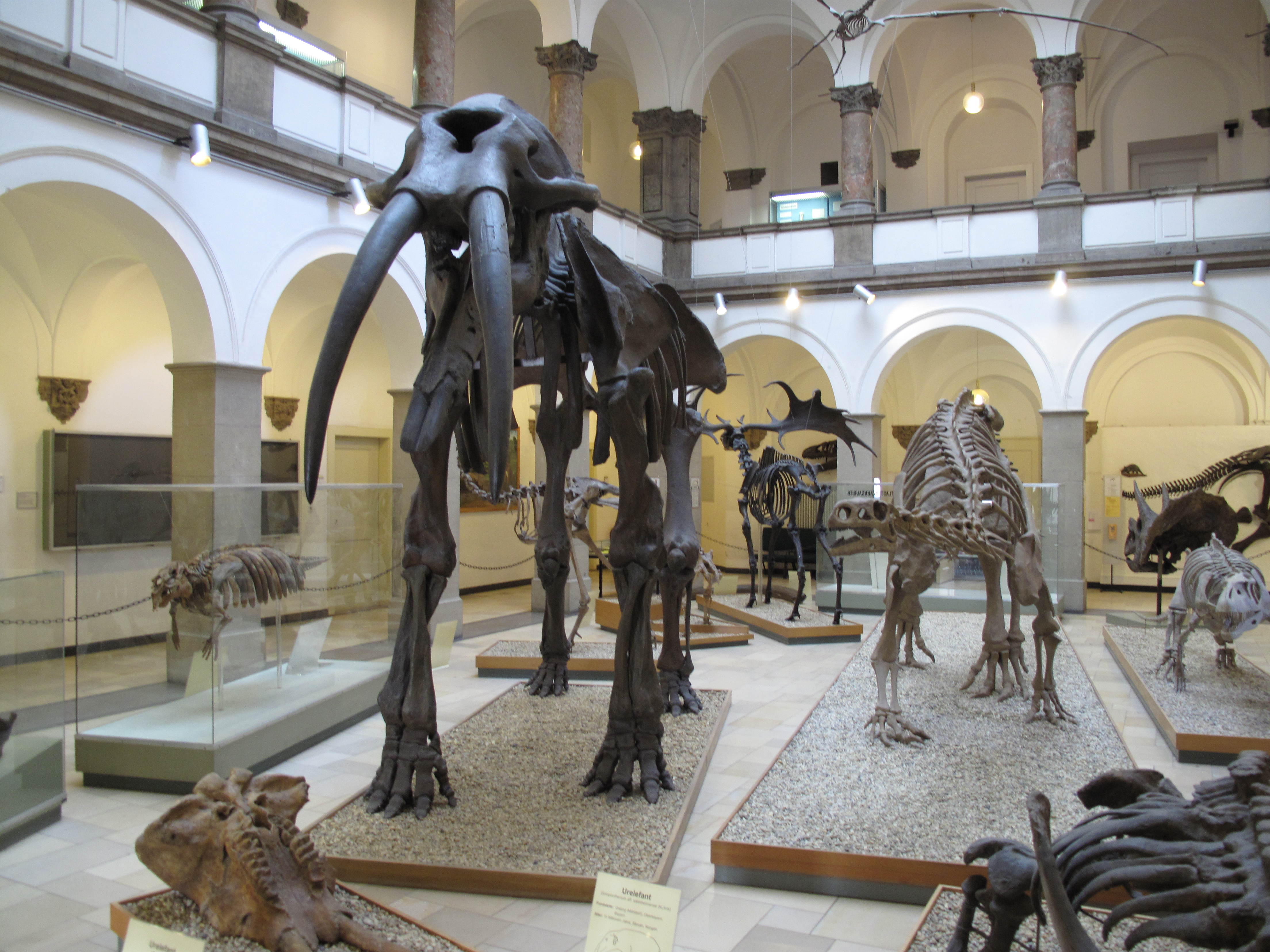
Paläontologisches Museum Munich

La Collection nationale bavaroise de paléontologie et de géologie abrite l'une des plus grandes collections géoscientifiques d'Allemagne. La collection comprend principalement des fossiles, outre des roches sédimentaires, ignées et métamorphiques ainsi que des météorites et des minéraux, soit plus de 2,5 millions d'objets. En outre, il existe des micro-organismes tels que les foraminifères, les ostracodes, le pollen et les algues, dont le nombre se compte en millions et ne peut être estimé approximativement.
Un accent particulier est mis sur les fossiles de Bavière et des régions voisines. Le musée possède l'une des plus importantes collections de fossiles de Solnhofen, de vastes fonds d'ammonites, de bivalves et de gastéropodes du Jura franconien-souabe, des fossiles de la région alpine, de la molasse des avant-Alpes et une collection de fossiles de Bundenbach. En outre, la collection contient d’importants fossiles provenant de nombreuses autres régions, notamment de sites importants de Grèce, d’Égypte, d’Australie, du Pakistan, d’Iran, d’Afrique du Sud et du Texas. La collection est essentiellement systématique, c'est-à-dire organisée selon les différents groupes d'animaux et de plantes.

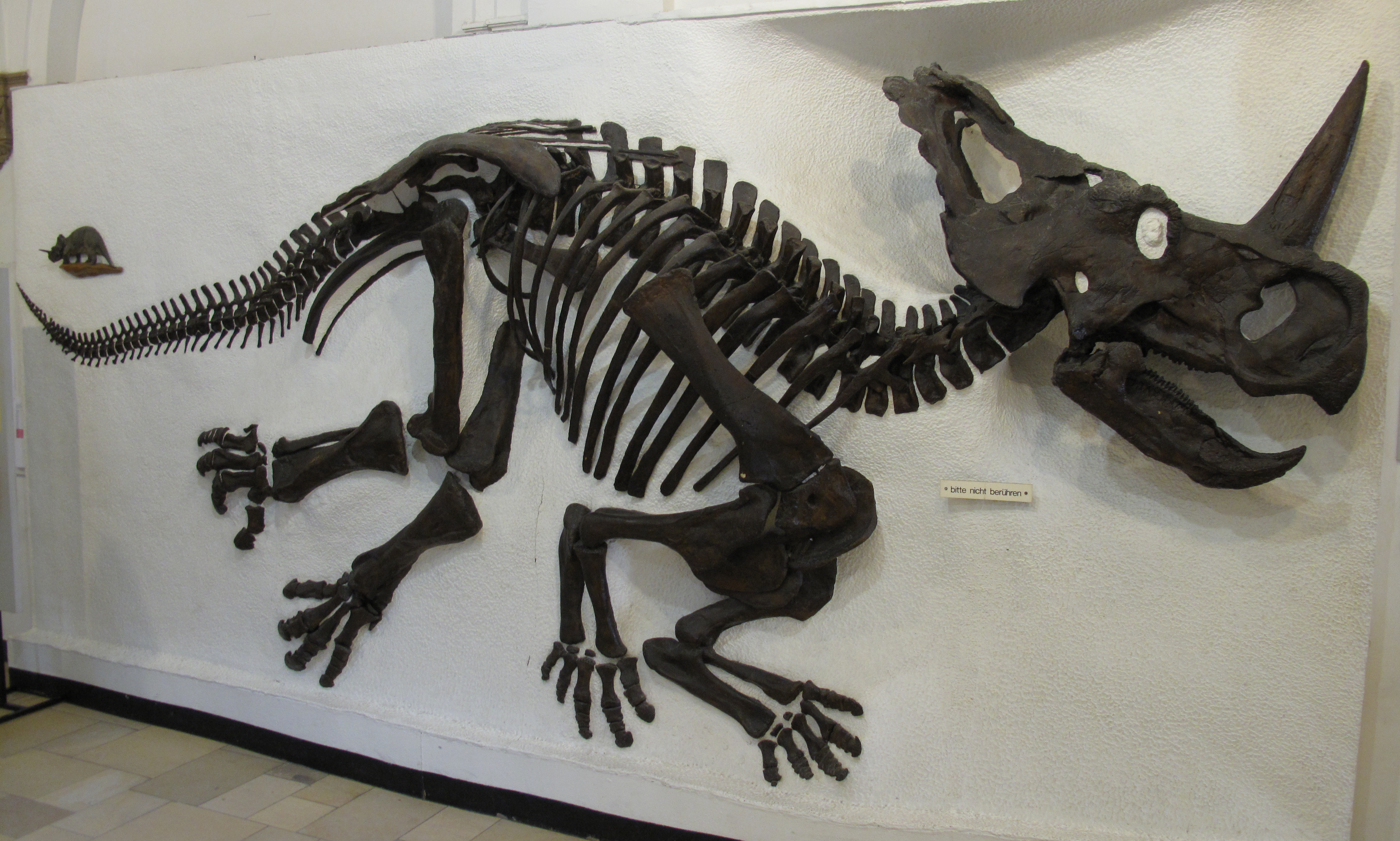
Un dinosaure à cornes (Monoclonius nasicornus) au Musée paléontologique.

Les fonds géologiques du musée se concentrent principalement sur les gisements, la géologie alpine et la géologie historique. Les fonds comprennent plus de 25 000 morceaux individuels de roches, minerais et minéraux. Au sein des points focaux, la collection est organisée selon des critères régionaux.
- Géologie et géologie historique
- Paléobotanique
- Invertébrés
  - Arthropodes fossiles, annélides, échinodermes, hémichordés, tuniciers
  - Éponges fossiles, coraux, bryozoaires, brachiopodes, traces
  - Mollusques fossiles
- Vertébrés
  - Poissons fossiles, amphibiens et sauropsides
  - Mammifères fossiles
- Micropaléontologie

## Présentation des galeries

### Première galerie - les fossiles
La galerie des fossiles est la plus grande du musée. Elle explorer l'évolution de la vie sur Terre, du Cambrien à nos jours. La galerie présente de nombreux fossiles, y compris des dinosaures, des mammifères et autres créatures éteintes, ainsi que les différentes époques géologiques et comment celles-ci ont formé le paysage de la Terre au cours du temps.

### Seconde galerie - l'évolution
Cette partie du musée s'attache à l'évolution des humains modernes : le développement de notre espèce, des premiers hominidés aux Homo sapiens. L'évolution humaine est expliquée grâce à des expositions interactives.

### Troisième galerie - l'histoire naturelle
La galerie d'histoire naturelle se concentre sur l'histoire naturelle de la région de Munich. La flore et la faune locales sont présentées et des expositions interactives permettent d'explorer les différentes zones d'habitat de la région.

### Quatrième galerie - préhistorique
Cette galerie se concentre sur la période préhistorique, en permettant d'observer les différentes espèces d'animaux et de plantes qui ont vécu pendant cette période.

### Cinquième galerie - technologie
La galerie des technologies montre le développement de la technologie, le développement d'outils et de machines, des premiers outils en pierre à la technologie moderne.

### Sixième galerie - art et culture
Ce dernier secteur du musée se focalise sur l'art et la culture de la région munichoise. Différentes formes d'art, de la peinture et de la sculpture à la musique et à la danse sont présentées aux visiteurs.

### Objets notables

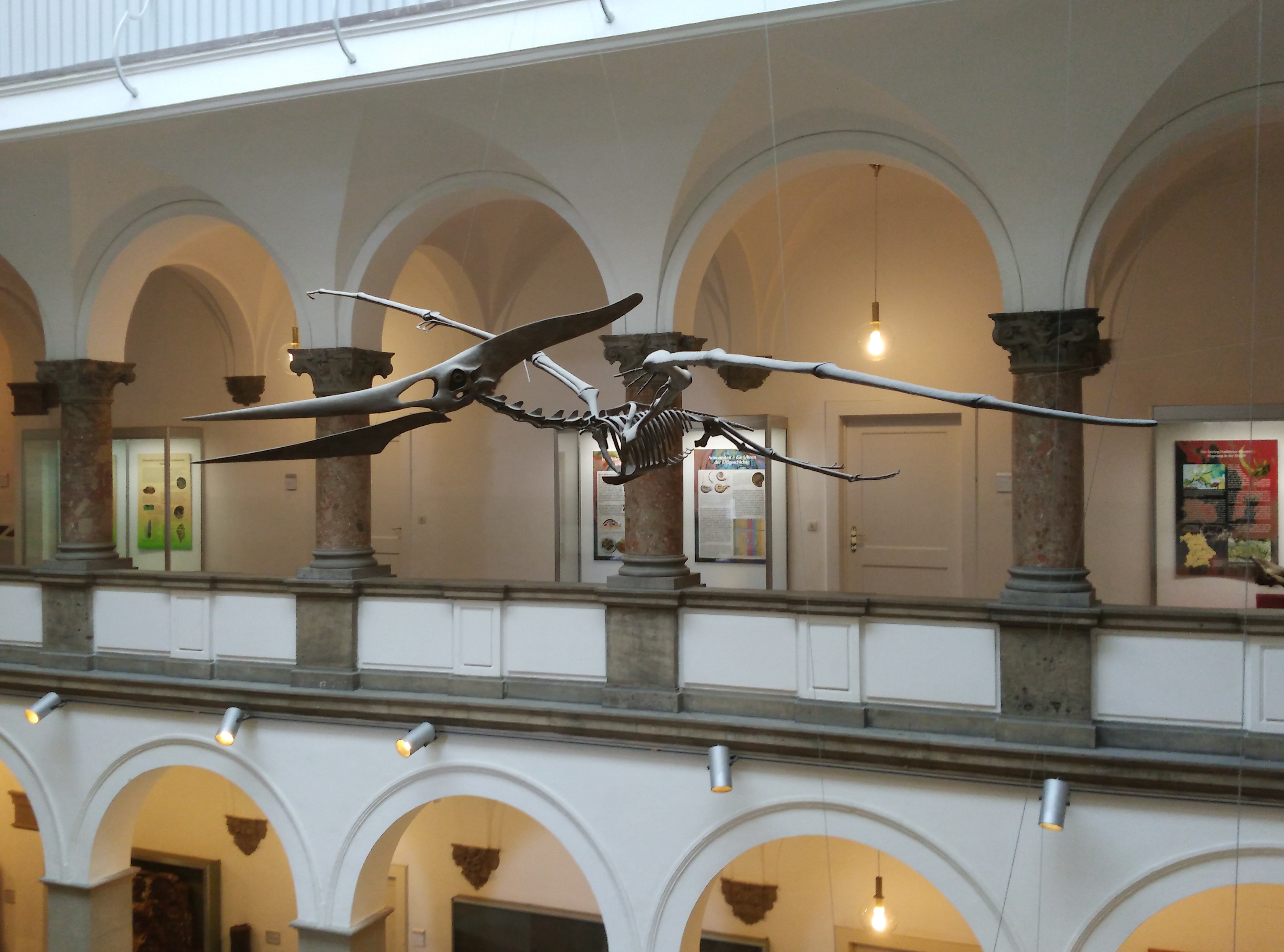
Pteranodon

Des fossiles de différentes époques de l’histoire de la Terre peuvent être observés. Les pièces maîtresses sont le seul spécimen (à ce jour) d'un Archaeopteryx bavarica (initialement appelé « spécimen de Solnhofener Aktienverein », maintenant connu sous le nom de « spécimen de Munich ») du calcaire de Solnhofen du Jurassique supérieur, ainsi que le plus petit et le plus grand dinosaure de Bavière.
Sont également exposés, parmi de nombreux autres fossiles, la tête d'un Triceratops, un dinosaure herbivore du Crétacé supérieur d'Amérique du Nord, ainsi que le gomphotherium de Gweng et les squelettes d'un cerf géant, d'un ours des cavernes et d'un tigre à dents de sabre. L'histoire du Nördlinger Ries, un cratère créé par un impact de météorite, est également documentée.

## Personnalités
L'histoire des collections est associée à un certain nombre de paléontologues et géologues renommés. Dans la période d'avant-guerre, il s'agissait notamment de Johann Andreas Wagner, d'Albert Oppel, Karl Emil von Schafhäutl, Karl Alfred von Zittel, Ernst Freiherr Stromer von Reichenbach, August Rothpletz, Erich Kaiser, Ferdinand Broili, Karl Boden et Edgar Dacqué. Dans la période d'après-guerre, on citera Richard Dehm et Albert Maucher.

## Adresse
Richard-Wagner-Straße 10, 80333 Munich, Allemagne